# Vanoc
HMS Vanoc war ein Zerstörer der V- und W-Klasse der britischen Royal Navy, der im Ersten und Zweiten Weltkrieg eingesetzt wurde. Die Vanoc versenkte am 17. März 1941 zusammen mit der Walker die deutschen U-Boote U 99 und U 100 unter zwei der erfolgreichsten Kommandanten.

## Bau- und Einsatzgeschichte derVanoc
Die Vanoc war das erste Schiff der Royal Navy mit diesem Namen, der sich auf einen Ritter der Tafelrunde des Königs Artus bezieht und der erste fertiggestellte Zerstörer, der vom Flottillenführer zum Flottenzerstörer gewandelten V-Klasse.
Die Kiellegung erfolgte bei J. Brown & Co. in Clydebank am 20. September 1916, der Stapellauf am 14. Juni 1917. Am 15. August 1917 wurde der Zerstörer an die Royal Navy abgeliefert. Seit Mitte 1918 gehörte sie mit dem auch bei Brown hergestellten Schwesterschiff Vanquisher zu den zwölf Booten der 20. Zerstörerflottille der Humber Force, die als Minenleger mit 44 Minen eingesetzt werden sollten. Sie erlitt vor dem Kriegsschluss noch einen Schaden und löste nach dessen Reparatur im Mai 1919 mit dem 5. Leichten Kreuzergeschwader (5 Kreuzer der Danae-Klasse) und zwölf Zerstörern der 20. Zerstörerflottille die britischen Interventionskräfte in der östlichen Ostsee ab. Am 5. Februar 1920 wurde die Vanoc dann der Reserve in Devonport zugeordnet.
1939 wurde die Vanoc wie viele andere Boote und Schiffe mit Reservisten wieder aktiviert, um am 9. August 1939 an einer Besichtigung der britischen Reserveflotte durch König Georg VI. in der Weymouth Bay mit 132 anderen Einheiten teilzunehmen. Sie blieb im Dienst und wurde der 11. Zerstörerflottille in Plymouth zugeteilt, die die südwestlichen Zufahrtswege zu den Britischen Inseln sicherte. In der Regel wurden die aus- oder einlaufenden Geleitzüge ein bis zwei Tage begleitet.

### Einsätze vor Norwegen und Frankreich

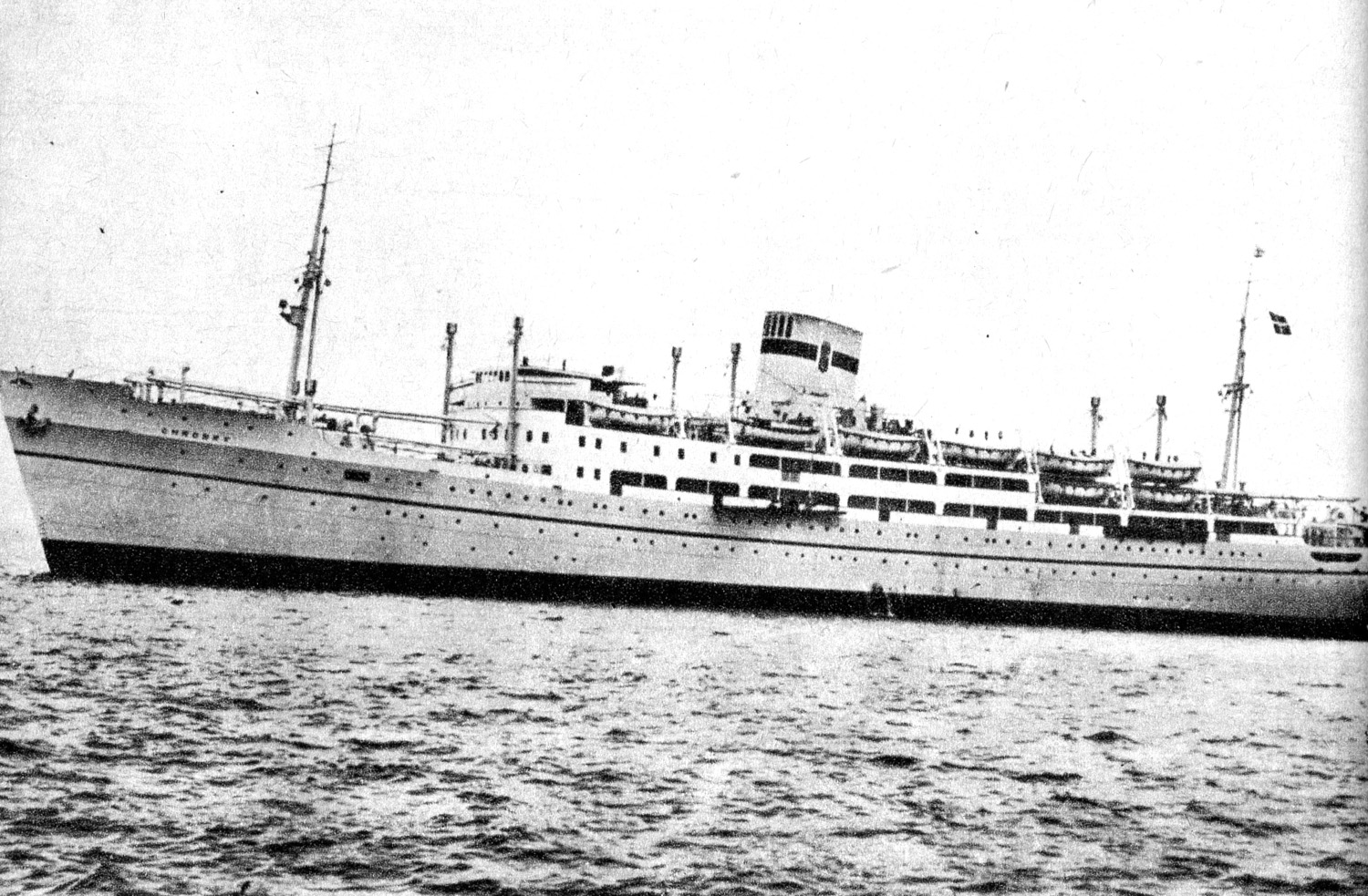
MS Chrobry (11.400 BRT, 1939)

Im April 1940 verlegte der Zerstörer nach Scapa Flow, um an den Norwegen-Einsätzen der Home Fleet teilzunehmen. Am 17. April sicherte er das Einlaufen des polnischen Truppentransporters Chobry nach Namsos. Am 29. April evakuierte er mit den Zerstörern Echo, Firedrake, Havelock und Arrow alliierte Truppen aus Mo und Bodø nach Harstad in Vorbereitung des endgültigen Abzuges aus Norwegen.
Im Juni 1940 wurde die wieder nach Plymouth verlegte Vanoc zur Evakuierung von Truppen und Zivilisten aus St. Nazaire zusammen mit den Zerstörern Berkeley, Beagle und Havelock und zivilen Transportern eingesetzt, die vom 16. bis zum 18. Juni 24.000 Soldaten, darunter viele Polen, trotz deutscher Luftangriffe evakuierten.

### Einsatz in der U-Boot-Abwehr
Die Vanoc wurde dann zur Sicherung von Geleitzügen auf dem Atlantik eingesetzt und dazu Anfang 1941 mit einem Radar des Typs 286M ausgerüstet. Im März gehörte sie zur 5. Escort Group unter Commander Donald Macintyre, die mit den Zerstörern Walker, Vanoc, Volunteer, Sardonyx, Scimitar und den Korvetten Bluebell und Hydrangea den einlaufenden Geleitzug HX 112 (41 Schiffe) sicherte. Am 16. erlitt der Geleitzug den ersten Verlust. In der Nacht gelang es U 99 (Kapitänleutnant Otto Kretschmer) in den Konvoi einzudringen und fünf Schiffe zu versenken sowie einen weiteren Tanker zu torpedieren.
Am Morgen des 17. gelang der Vanoc die erste erfolgreiche Ortung mit dem Radargerät des Typs 286, als sie auf 1000 m das von hinten anlaufende U 100 unter Kapitänleutnant Joachim Schepke ortete und beim Tauchen rammte. Schepke wurde durch den Rammstoß im Turm eingeklemmt und getötet. Sechs Besatzungsmitglieder von U 100 wurden von der am Bug beschädigten Vanoc aufgenommen, die von der Walker gesichert wurde. Das sich absetzende und leer geschossene U 99 beobachtete dies und versuchte unter Wasser zu entkommen. Es wurde von den Zerstörern mit Asdic geortet und von Walker mit sechs Wasserbomben zum Auftauchen gezwungen. Kretschmer befahl die Räumung und Versenkung seines Bootes und wurde mit 39 Mann seines Bootes gefangen genommen.

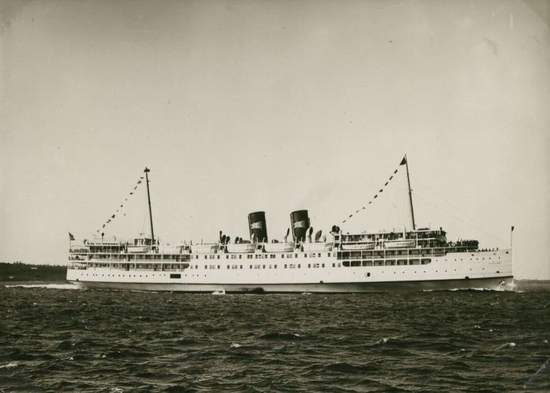
Die Boston (4989 BRT, 1924), wie ihr Schwesterschiff New York im Konvoi RB.1 versenkt

Nach einer notwendigen Reparatur war die Vanoc ab Juni wieder im Einsatz und sicherte ab November auch als Führungsschiff der EG.5 zusammen mit anderen Zerstören und bis zu sechs Korvetten eine Vielzahl von Geleitzügen.
Im Juli und August 1942 war sie auch an der kanadischen und amerikanischen Ostküste im Einsatz und übernahm mit dem Zerstörer Veteran die Sicherung des Geleitzuges RB.1 aus acht Passagierdampfern von den Großen Seen, die nach Großbritannien überführt werden sollten. Der schnelllaufende Konvoi wurde von einem U-Boot gesichtet, der die Schiffe irrtümlich für Truppentransporter hielt, so dass eine Vielzahl von U-Booten gegen ihn eingesetzt wurden. Er verlor drei Dampfer und am 26. September durch U 404 auch den Zerstörer Veteran.
Im Oktober 1942 wurde die Vanoc den Sicherungskräften für die geplante Landung der Alliierten in Französisch-Nordafrika (Operation Torch) zugeteilt und war anfangs vor Algier, dann vor Bougie im Einsatz. Ab Januar 1943 kehrte sie wieder auf den Nordatlantik zurück und führte die 38. Escort Group mit vier Korvetten.

### Einsatz alslong-range-Geleitboot
Ab März 1943 erfolgte dann der Umbau des Bootes zu einem Long-Range-Escort. Zur Erhöhung der Reichweite der so umgebauten Boote wurde aus dem vorderen Kesselraum einer der Kessel und der vordere Schornstein entfernt und ein neues Querschott eingebaut. Der so neugeschaffene neue Raum wurde im unteren Bereich als zusätzlicher Treibstoffbunker genutzt und im oberen Raum wurden Teile der Besatzung untergebracht, da die Zerstörer für die erheblich verstärkten Kriegsbesatzungen nur unzureichend Platz boten. Die beiden verbliebenen Kessel nutzten gemeinsam den hinteren Schornstein und konnten den umgebauten Booten noch eine Geschwindigkeit von 26 kn ermöglichen. Höhere Geschwindigkeiten waren in der U-Boot-Abwehr selten notwendig, zumal bei Geschwindigkeiten von über 20 kn das Asdic nicht mehr nutzbar war. Dazu wurden die Boote umbewaffnet, verfügten nur noch über zwei 102-mm-Kanonen und gaben die Torpedorohre ab. Sie erhielten eine verstärkte Flak-Bewaffnung und einen Hedgehog-Werfer. Ab Dezember 1943 war die umgebaute Vanoc wieder einsatzbereit.
Schon kurz nach ihrer Zuteilung zur Sicherung des Zugangs zum Mittelmeer gelang dem Zerstörer ein weiterer Erfolg, als am 16. März 1944 das von drei Catalina-Flugbooten der US-Navy-Staffel VP-63 geortete U 392 gemeinsam mit der Fregatte HMS Affleck in der Straße von Gibraltar mit Hedgehog-Werfern versenkt werden konnte.
Am 21. Januar 1945 rammte die Vanoc vor der Normandie den als Minensucher eingesetzten britischen Fischdampfer HMS Computator, der sofort sank. Der Zerstörer wurde erheblich beschädigt. Ob vor dem Kriegsende noch eine Reparatur erfolgte, ist nicht nachvollziehbar.

### Endschicksal
Nach dem Zweiten Weltkrieg wurde die Vanoc ausgemustert und war zur Verschrottung vorgesehen. Auf dem Weg zum Abbruch im Juni 1946 geriet das Boot im Schlepp vor Penryn (Cornwall) auf Grund. Der Schiffskörper musste geborgen werden und wurde letztlich in Falmouth verschrottet.